# Ellisville (comté de Baldwin, Alabama)
Pour les articles homonymes, voir Ellisville.
Ellisville est une communauté non-incorporée du comté de Baldwin (Alabama).
Elle fait partie de l'aire micropolitaine de Daphne–Fairhope–Foley.

## Géographie
La communauté se trouve à une altitude moyenne de 52 mètres.

### Climat
| Mois                                  | jan.     | fév.     | mars    | avril   | mai     | juin    | jui.    | août    | sep.    | oct.    | nov.    | déc.     | année    |
| ------------------------------------- | -------- | -------- | ------- | ------- | ------- | ------- | ------- | ------- | ------- | ------- | ------- | -------- | -------- |
| Température minimale moyenne (°C)     | 4        | 5        | 8       | 12      | 16      | 20      | 22      | 22      | 19      | 13      | 8       | 5        | 12,9     |
| Température moyenne (°C)              | 10       | 12       | 15      | 18      | 23      | 26      | 27      | 27      | 25      | 19      | 15      | 11       | 19       |
| Température maximale moyenne (°C)     | 16       | 18       | 22      | 25      | 29      | 32      | 33      | 32      | 31      | 27      | 22      | 17       | 25,3     |
| Record de froid (°C) date du record   | −16 1985 | −12 1951 | −8 1943 | −3 1940 | 5 1971  | 9 1984  | 13 1967 | 14 1992 | 3 1967  | −1 1952 | −7 1940 | −13 1962 | −16 1985 |
| Record de chaleur (°C) date du record | 28 1957  | 29 1944  | 32 1939 | 34 1987 | 37 1953 | 39 1954 | 39 2000 | 40 1947 | 39 1954 | 36 1937 | 32 1935 | 28 1951  | 40 1947  |
| Précipitations (mm)                   | 156      | 129      | 176,3   | 114     | 126,2   | 138,2   | 212,6   | 170,4   | 163,3   | 93      | 140,7   | 105,4    | 1 725,1  |

## Sources

## Compléments